# Moczułki (obwód wołyński)
Moczułki – wieś na Ukrainie, w obwodzie wołyńskim, w rejonie kowelskim. W 2001 roku liczyła 235 mieszkańców.
Prywatna wieś szlachecka Moczulki, położona w województwie wołyńskim, w 1739 roku należała wraz z folwarkiem do klucza Łokacze Lubomirskich.
Do 2020 w rejonie turzyskim.